# Сражение при Гримбаллс-Лендинг
Бой у Гримбаллс-Лэндинг (англ. Battle of Grimball's Landing) — отвлекающий манёвр, произведённый северянами 16 июля 1863 года на о-ве Джеймс во время осады Чарлстона.

## Предпосылки
Готовясь к штурму острова Моррис и форта Вагнер, командующий силами северян бригадный генерал Куинси Гилмор задумал отвлекающий манёвр, состоявший из двух связанных по времени и месту операций. Один отряд из состава негритянского 1-го Южнокаролинского добровольческого полка под командованием полковника Томаса Хиггинса должен был на кораблях подняться вверх по реке Саут-Эдисто (англ. South-Edisto) и перерезать железную дорогу Чарлстон-Саванна с целью помешать переброске подкреплений. Второй отряд (дивизия бригадного генерала Альфреда Терри) должен был подняться на кораблях по реке Стоно и высадиться на острове Джеймс.

## Описание

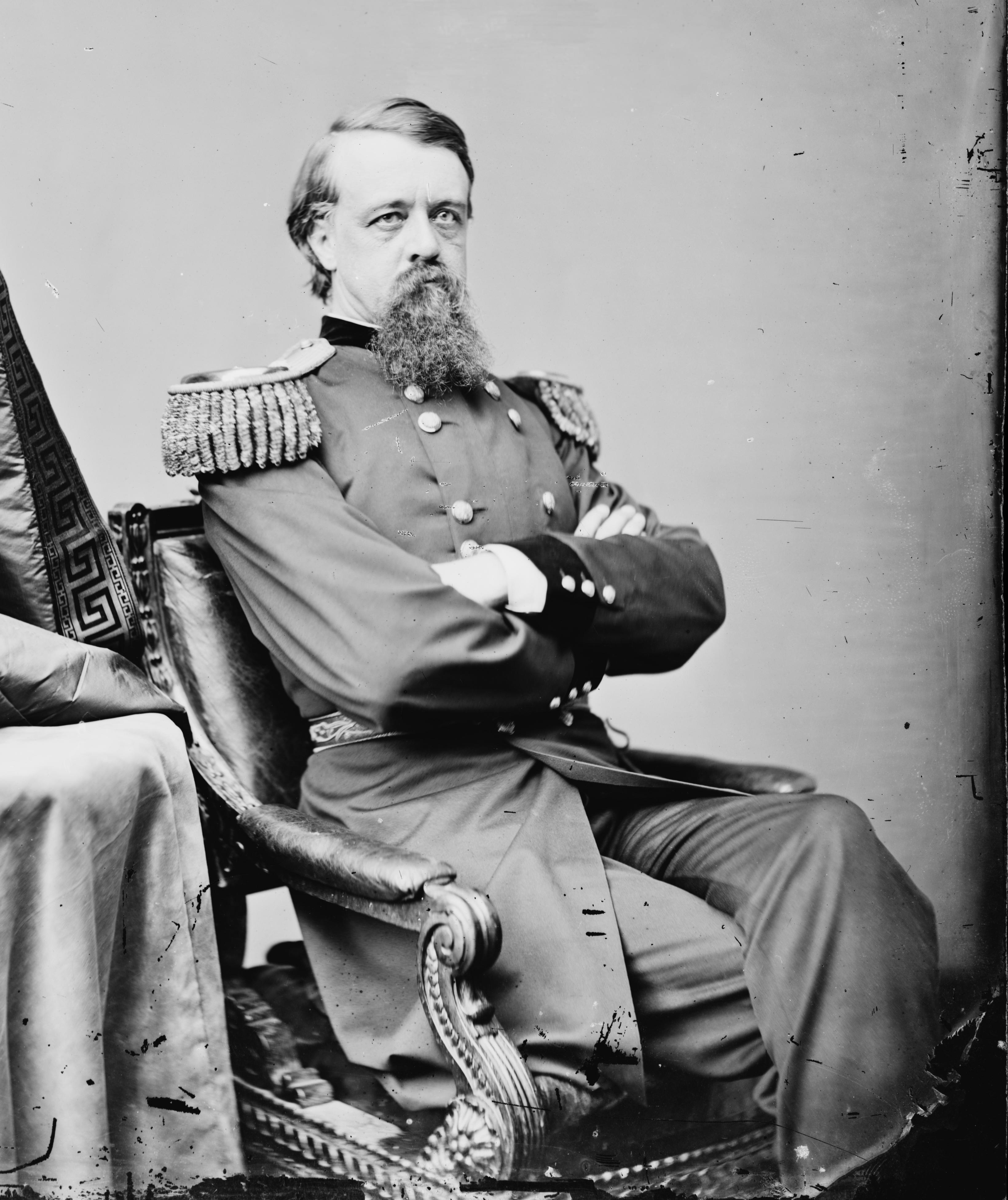
Генерал Альфред Терри

Несмотря на непогоду, отряд Терри вышел из Порт-Рояла и благополучно вошел в бухту Стоно. Рано утром 9 июля он соединился с ещё одной флотилией десантных кораблей под командованием коммодора Джорджа Бэлча. Во второй половине дня соединённая флотилия двинулась вверх по реке. Головной шла канонерская лодка Pawnee, за ней шли монитор Nuntucket, канонерская лодка Commodore McDonough, вооруженная мортирой шхуна C. P. Williams и тринадцать транспортных судов. Боевые корабли открыли огонь по островам Джон и Джеймс, и под прикрытием их орудий 104-й и 52-й Пенсильванские полки высадились у Легарс-Лэндинг на острове Бэттери. Сбив передовое охранение конфедератов, северяне перешли на остров Сол Легар и завладели дамбами, ведущими на остров Джеймс.
Терри мог высадить на остров Джеймс все свои силы и создать мощный плацдарм в глубине позиций конфедератов, но Гилмор приказал ему не ввязываться в решающее сражение, и Терри повиновался. Высадка десанта северян прекратилась, а уже высадившиеся подразделения оставались под прикрытием корабельных орудий в ожидании контратаки противника.
Утром 10 июля отряд полковника Хиггинса (250 человек из 1-го Южнокаролинского полка и взвод из 1-й Коннектикутской батареи) на транспорте Enoch Dean, буксире Governor Milton и вооружённом пароходе John Adams смел артиллерийский взвод южан, разобрал заграждения и начал подниматься вверх по реке Саут-Эдисто. По дороге отряд несколько раз высаживал десант, чтобы разрушить рисовую мельницу и подобрать беглых рабов. Достигнув железнодорожного моста, Хиггинс пытался его захватить, но из-за прилива Enoch Dean сел на мель и оказался под сильным огнём противника. Буксир стащил транспорт с мели, но сам налетел на бревна. Хиггинсу пришлось отступить, не выполнив задачу и бросив Governor Milton с двумя полевыми орудиями на борту.
Генерал Борегар, командующий войсками южан, узнав о высадке федеральных войск на остров Бэттери, немедленно телеграфировал генерал-майору Уильяму Уайтингу в г. Уилмингтон, Северная Каролина, с требованием прислать в его распоряжение полк. Своему квартирмейстеру он приказал подготовить железную дорогу к переброске 1100 человек. 10 июля стягивание войск и мобилизация ополчения продолжались. Бригадный генерал Джонсон Хэгуд получил приказ возглавить гарнизон острова Джеймс. Во второй половине дня на остров был отправлен 32-й Джорджийский полк из бригады бригадного генерала Уильяма Таллиаферо.
На протяжении следующих четырёх дней после высадки Терри выгрузил на остров Сол Легар всю свою дивизию, которая растянулась по юго-восточной части острова под прикрытием корабельных орудий и занялась укреплением позиций. На всякий случай была восстановлена старая дамба конфедератов, ведущая на остров Коула, которая могла послужить путём отступления. С кораблей выгрузилась легкая 1-я Коннектикутская батарея. Между тем, 10-й Коннектикутский полк начал постепенно просачиваться на остров Джеймс в направлении Гримбаллс-Лэндинг, а подразделения северян патрулировали северную часть острова Сол Легар возле плантации Легар. К 15 июля бригада Терри уже занимала линию от плантации Гримбалла на берегу реки Стоно до плантации Легар на протоке Биг-Фолли-Крик.
Разведка донесла генералу Хэгуду, что 10-й Коннектикутский полк северян выдвинут вперед. Хэгуд решил отсечь этот полк от основных сил Терри, прижать его к реке и уничтожить. Для этого артиллерия конфедератов по командованием полковника Джеймса Рэдклиффа должна была отогнать корабли северян, отряд пехоты под командованием полковника Карлтона Уэя должен был сковать 10-й Коннектикутский полк, а бригада под командованием бригадного генерала Альфреда Колкуитта должна была наступать со стороны плантации Сесешнвилл, войти на остров Сол Легар через дамбу Риверса возле плантации Легар, прорваться через охранение северян и вернуться на остров Джеймс через дамбу Гримбалла. Тем самым Колкуитт оказался бы в тылу 10-го Коннектикутского полка, перерезав его коммуникации.
Утром 16 июля замаскированная батарея конфедератов из четырёх 12-фунтовых полевых орудий открыла огонь по канонерским лодкам Pawnee и Marblehead. Узкая протока не позволяла кораблям развернуться, чтобы вести ответный огонь. Лёгкие орудия конфедератов не могли причинить канонеркам серьёзного вреда, но после сорока попаданий в Pawnee они отошли к острову Бэттери, где присоединились к канонерке Huron. Сразу после этого бригада Колкуитта двинулась на остров Сол Легар.
Дамбу Риверса охраняли патрули негритянского 54-го Массачусетского полка. Конфедераты скрытно подобрались к аванпостам, и там завязалась рукопашная схватка. Благодаря этой задержке полковник Шоу успел поднять по тревоге весь 54-й полк, а 10-й Коннектикутский, бросив лагерь и инструменты, — ускользнуть через дамбу Гримбалла на остров Бэттери. 54-й полк залпами стрелял в наступающих южан, пока Терри не приказал Шоу отступить и занять место в рядах дивизии, выстроенной поперек острова Бэттери. Коннектикутская батарея, развернувшись в первых рядах, открыла огонь по южанам. Со стороны реки Стоно огонь вели три канонерских лодки, а со стороны протоки Биг-Фолли-Крик — транспорты Mayflower и John Adams.
Сымитировав атаку, Колкуитт затем быстро отступил и, следуя первоначальному плану, быстро двинулся через дамбу Гримбалла на остров Джеймс. Однако лагерь 10-го Коннектикутского был уже пуст.
Генералу Гилмору сообщили, что северяне были атакованы 10-тысячным отрядом южан, и он приказал генералу Терри присоединиться к основным силам. Бригада Стивенсона, артиллерия и раненые погрузились на транспорты, а остальные части дивизии вечером 16 июля, пользуясь разразившейся грозой, пешим порядком проследовали на остров Коула через восстановленную дамбу. 17 июля их по очереди кораблями перевезли на остров Фолли.

## Последствия
Замысел генерала Гилмора в целом не удался — напротив, разделив свои силы, он не смог нанести достаточно сильный удар на острове Моррис и взять с ходу форт Вагнер.
В бою у Гримбаллс-Лэндинг погибли 46 северян, в том числе 43 — из 54-го Массачусетского полка.